# قلب‌گرفتگی کامل
«قلب‌گرفتگی کامل» (به انگلیسی: Total Eclipse of the Heart) یک تک‌آهنگ از هنرمند اهل بریتانیا بانی تیلور است که در سال ۱۹۸۳ میلادی منتشر شد.
این تک‌آهنگ در چارت‌های نروژ در رتبه اول و در چارت‌های استرالیا، سوئد، بریتانیا، سوئیس جزو ده ترانه اول قرار گرفت.